# 玛丽-埃莱娜·普雷蒙
玛丽-埃莱娜·普雷蒙（法語：Marie-Hélène Prémont，1977年10月24日—），加拿大女子自行车运动员。她曾代表加拿大参加2004年和2008年夏季奥林匹克运动会自行车比赛，其中2004年奥运会获得一枚银牌。